# Pingxu
Pingxu (kinesiska: 平圩) är en köping  i östra Kina. Den ligger i stadsdistriktet Panji i staden Huainan i provinsen Anhui, omkring 97 kilometer norr om provinshuvudstaden Hefei. Antalet invånare är 30681. Befolkningen består av 14 513 kvinnor och 16 168 män. Barn under 15 år utgör 17,0 %, vuxna 15-64 år 72 %, och äldre över 65 år 10,0 %.